# Alekseevka (Oblast' di Belgorod)
Alekseevka (anche Aleksejevka) è una città della Russia europea sudoccidentale (oblast' di Belgorod), situata sul versante meridionale del Rialto centrale russo, sulle sponde del fiume Tichaja Sosna, 306 km a est di Belgorod; è il capoluogo amministrativo del distretto omonimo.

## Società

### Evoluzione demografica
Fonte: mojgorod.ru
- 1897: 13.600
- 1939: 16.900
- 1959: 20.100
- 1970: 25.000
- 1979: 31.600
- 1989: 36.600
- 2007: 39.300